# Teresa Nzola Meso Ba
Teresa Nzola Meso Ba, née le 30 novembre 1983 à Luanda en Angola, est une athlète française, pratiquant le triple saut et actuelle détentrice du record de France.
En 2007, elle est sélectionnée en équipe de France aux Championnats du monde d'athlétisme 2007.

## Biographie
Née en Angola mais arrivée en France à l'âge de 8 ans, elle pratique de nombreux sports avant de s'orienter vers l'athlétisme. C'est en 2006 qu'elle fait ses premiers pas dans une grande compétition, disputant la finale des championnats d'Europe d'athlétisme à Göteborg en Suède. Pour la saison suivante, elle remporte sa première médaille avec le bronze lors des Championnats d'Europe en salle 2007 à Birmingham.
Au début de la saison estivale, elle remporte le concours de la Coupe d'Europe et bat le record de France (détenu par Betty Lise depuis 1997 à 14,50m), avec une marque à 14,69m.

## Palmarès
| Date | Compétition                         | Lieu       | Place | Marque  |
| ---- | ----------------------------------- | ---------- | ----- | ------- |
| 2005 | Championnats d'Europe espoirs       | Erfurt     | 8e    | 13,47 m |
| 2006 | Coupe d'Europe des nations en salle | Liévin     | 3e    | 13,97 m |
| 2006 | Championnats d'Europe               | Göteborg   | 9e    | 13,76 m |
| 2007 | Championnats d'Europe en salle      | Birmingham | 3e    | 14,49 m |
| 2007 | Coupe d'Europe                      | Munich     | 1re   | 14,69 m |
| 2008 | Coupe d'Europe                      | Annecy     | 2e    | 14,51 m |
| 2009 | Championnats d'Europe en salle      | Turin      | 5e    | 14,31 m |
| 2009 | Championnats d'Europe par équipes   | Leiria     | 1re   | 14,40 m |
| 2009 | Jeux méditerranéens                 | Pescara    | 2e    | 14,16 m |
| 2009 | Championnats du monde               | Berlin     | 9e    | 13,79 m |
| 2010 | Championnats d'Europe par équipes   | Bergen     | 6e    | 14,00 m |
| 2013 | Championnats d'Europe par équipes   | Gateshead  | 9e    | 13,51 m |
| 2013 | Jeux méditerranéens                 | Mersin     | 7e    | 13,36 m |

## Records
| Épreuve          | Épreuve   | Lieu          | Date            | Marque     |
| ---------------- | --------- | ------------- | --------------- | ---------- |
| Saut en longueur | Plein air | Pierre-Bénite | 12 juin 2009    | 6,44 m     |
| Saut en longueur | Salle     | Aubière       | 20 janvier 2008 | 6,15 m     |
| Triple saut      | Plein air | Munich        | 23 juin 2007    | 14,69 m NR |
| Triple saut      | Salle     | Péania        | 13 février 2008 | 14,53 m NR |